# مارك بي فيتزجيرالد
مارك بي فيتزجيرالد (بالإنجليزية: Mark P. Fitzgerald)‏ هو ضابط أمريكي، ولد في 1951م في ماساتشوستس في الولايات المتحدة. وهو القائد السابق للقوات البحرية الأمريكية في أوروبا - قائد القوات البحرية الأمريكية في أفريقيا وقائد قيادة القوات المشتركة المتحالفة في نابولي. وقد شغل سابقًا منصب مدير أركان البحرية من ديسمبر عام 2006 حتى نوفمبر عام 2007، وكان قائد الأسطول الثاني للولايات المتحدة من عام 2004 حتى ديسمبر عام 2006. وتولى مهام قائد القوات البحرية الأمريكية في أوروبا وقائد قيادة القوات المشتركة المتحالفة في نابولي في 30 نوفمبر عام 2007. وتولى المهام الإضافية كقائد للقوات البحرية الأمريكية في أفريقيا في 26 مارس عام 2009.

## النشأة
ولد فيتزجيرالد في وينشستر، ماساتشوستس، وتخرج من جامعة نورث إيسترن، حيث كان عضوًا في برنامج تدريب ضباط الاحتياط بالجيش في يونيو عام 1973. وجرى تعيينه كطيار بحري في أكتوبر من عام 1975.